# Green Township (Brown County, Ohio)
Green Township ist eines von 16 Townships des Brown Countys im US-Bundesstaat Ohio. Nach der Volkszählung im Jahr 2000 waren hier 3389 Einwohner registriert.

## Geografie
Green Township liegt im Nordwesten des Brown Countys im Südwesten von Ohio, ist im Süden etwa 30 km vom Ohio River entfernt, der die natürliche Grenze zu Kentucky bildet, und grenzt im Uhrzeigersinn an die Townships: Perry Township, Salem Township im Highland County, Clay Township (Highland County), Washington Township, Pike Township und Sterling Township.

## Verwaltung
Das Township wird durch ein Board of Trustees, bestehend aus drei gewählten Mitgliedern, verwaltet. Zwei Personen werden jeweils im Jahr nach der Präsidentschaftswahl gewählt und eine jeweils im Jahr davor. Die Amtszeit dauert in der Regel vier Jahre und beginnt jeweils am 1. Januar. Daneben gibt es noch einen Township Clerk (Schriftführer), der ebenfalls im Jahr vor der Präsidentschaftswahl auf eine vierjährige Amtszeit gewählt wird. Dessen Amtszeit beginnt jeweils am 1. April.